# أرليندو غوميز سيميدو
أرليندو غوميز سيميدو (بالإنجليزية: Arlindo Gomes Semedo)‏ (مواليد 17 نوفمبر 1977 في لشبونة) لاعب كرة قدم من الرأس الأخضر دولي يجيد اللعب في خط الهجوم . يلعب حاليا لصالح نادي أنورثوسيس فاماغوستا القبرصي منذ سنة 2009 .

## روابط خارجية
- أرليندو غوميز سيميدو على موقع قاعدة بيانات كرة القدم.إي يو (الإنجليزية)
- أرليندو غوميز سيميدو على موقع بيانات كرة القدم. دي إي (الألمانية)
- أرليندو غوميز سيميدو على موقع ناشيونال فوتبول تيمز (الإنجليزية)
- أرليندو غوميز سيميدو على موقع Soccerway.com (الإنجليزية)
- أرليندو غوميز سيميدو على موقع عالم كرة القدم.نت (الإنجليزية)